# Caecilia flavopunctata
Caecilia flavopunctata är en groddjursart som beskrevs av Roze och Solano 1963. Caecilia flavopunctata ingår i släktet Caecilia och familjen Caeciliidae. IUCN kategoriserar arten globalt som otillräckligt studerad. Inga underarter finns listade.